# Elecciones al Parlamento Europeo de 1987 (España)
Las elecciones al Parlamento Europeo de 1987 en España tuvieron lugar el 10 de junio de dicho año, de forma simultánea a las elecciones municipales y autonómicas. Se elegían los 60 eurodiputados que debían representar a España según los términos fijados en el artículo 10 del Acta de Adhesión de España a las Comunidades Europeas, firmado en junio de 1985. Según los términos de la adhesión, las elecciones debían realizarse en un plazo de dos años desde la adhesión, por lo que los eurodiputados elegidos en las elecciones de 1987 ocuparían su cargo únicamente el tiempo restante de la legislatura 1984-1989 del Parlamento Europeo. España, junto con Portugal, se había adherido a la Comunidad Europea el 1 de enero de 1986 y había estado representada en el Parlamento Europeo por 60 delegados elegidos proporcionalmente de entre los parlamentarios (diputados y senadores) de cada partido hasta que se celebrasen las elecciones (correspondían a la II Legislatura, 1982-1986), según el artículo 28 del Acta de adhesión. Portugal, a la que le correspondían 24 eurodiputados, los eligió el 17 de junio.
De acuerdo con lo dispuesto en la Ley Orgánica 5/1985, de 19 de junio, del Régimen Electoral General (artículo 214), existe una única circunscripción electoral sin umbral electoral (porcentaje mínimo para ser adjudicatario de escaños; en las generales españolas es del 3%).

## Candidaturas
Se presentaron 35 candidaturas.

## Resultados
La participación ascendió al 68,52%. De los votos emitidos, el 1,19% fue nulo. De los válidos, el 0,99% fue en blanco. El número de votos a candidaturas fue de 19.071.497. El censo total fue de 28.450.491.
De las 35 candidaturas presentadas, sólo siete obtuvieron representación. La lista más votada fue la del Partido Socialista Obrero Español (PSOE), el cual, sin embargo, perdió cinco puntos respecto a los resultados de las generales del año anterior. Otro hecho relevante fueron los resultados de Herri Batasuna, especialmente en lo relativo a los votos obtenidos fuera del País Vasco y Navarra. De los 360.952 votos recibidos, HB obtuvo 110.000 fuera de dichas comunidades, lo que le permitió conseguir un eurodiputado. HB había recibido el apoyo de organizaciones como el Movimiento Comunista, la Liga Comunista Revolucionaria o el Moviment de Defensa de la Terra.
Los resultados de las candidaturas fueron los siguientes:
| Candidatura                                                       | Candidatura                                                       | Votos     | %     | Escaños | +/-  |
| ----------------------------------------------------------------- | ----------------------------------------------------------------- | --------- | ----- | ------- | ---- |
|                                                                   | Partido Socialista Obrero Español (PSOE)                          | 7.522.706 | 39,06 | 28 a    | -8   |
|                                                                   | Alianza Popular (AP)b                                             | 4.747.283 | 24,65 | 17      | = c  |
|                                                                   | Centro Democrático y Social (CDS)                                 | 1.976.093 | 10,26 | 7       | +7   |
|                                                                   | Izquierda Unida (IU)d                                             | 1.011.830 | 5,25  | 3 e     | +3   |
|                                                                   | Convergència i Unió (CiU)                                         | 853.603   | 4,43  | 3 f     | +1   |
|                                                                   | Herri Batasuna (HB)g                                              | 360.952   | 1,87  | 1       | +1   |
|                                                                   | Coalición por la Europa de los Pueblos (EA-ERC-PNG)               | 326.911   | 1,70  | 1 h     | +1   |
| Izquierda de los Pueblos                                          | Izquierda de los Pueblos                                          | 261.328   | 1,36  | 0       | -1 i |
| Unión Europeísta                                                  | Unión Europeísta                                                  | 226.570   | 1,18  | 0       | -2 j |
| Partido de los Trabajadores de España - Unidad Comunista          | Partido de los Trabajadores de España - Unidad Comunista          | 222.680   | 1,16  | -       | =    |
| Partido Andalucista (PA)                                          | Partido Andalucista (PA)                                          | 185.550   | 0,96  | -       | =    |
| Partido Demócrata Popular (PDP)                                   | Partido Demócrata Popular (PDP)                                   | 170.866   | 0,89  | -       | =    |
| Unión Valenciana (UV)                                             | Unión Valenciana (UV)                                             | 162.128   | 0,84  | -       | =    |
| Frente Nacional (FN)                                              | Frente Nacional (FN)                                              | 122.799   | 0,64  | -       | =    |
| Acción Social (AS)                                                | Acción Social (AS)                                                | 116.761   | 0,61  | -       | =    |
| Los Verdes (LV)                                                   | Los Verdes (LV)                                                   | 107.625   | 0,56  | -       | =    |
| Partido Aragonés Regionalista (PAR)                               | Partido Aragonés Regionalista (PAR)                               | 105.865   | 0,55  | -       | =    |
| Agrupaciones Independientes de Canarias (AIC)                     | Agrupaciones Independientes de Canarias (AIC)                     | 96.895    | 0,50  | -       | =    |
| Partido Socialista de los Trabajadores (PST)                      | Partido Socialista de los Trabajadores (PST)                      | 77.132    | 0,40  | -       | =    |
| Confederación de Los Verdes (CV) k                                | Confederación de Los Verdes (CV) k                                | 65.574    | 0,34  | -       | =    |
| Bloque Nacionalista Galego (BNG)                                  | Bloque Nacionalista Galego (BNG)                                  | 53.116    | 0,28  | -       | =    |
| Extremadura Unida (EU)                                            | Extremadura Unida (EU)                                            | 39.369    | 0,28  | -       | =    |
| Partido Obrero Revolucionario de España (PORE)                    | Partido Obrero Revolucionario de España (PORE)                    | 30.157    | 0,16  | -       | =    |
| Asamblea Nacional de Estudiantes de Medicina y Asociados (ANEMYA) | Asamblea Nacional de Estudiantes de Medicina y Asociados (ANEMYA) | 30.143    | 0,16  | -       | =    |
| Partido Obrero Socialista Internacionalista (POSI)                | Partido Obrero Socialista Internacionalista (POSI)                | 25.270    | 0,13  | -       | =    |
| Coalición Socialdemócrata (CSD)                                   | Coalición Socialdemócrata (CSD)                                   | 25.058    | 0,13  | -       | =    |
| Falange Española de las JONS (FE-JONS)                            | Falange Española de las JONS (FE-JONS)                            | 23.407    | 0,12  | -       | =    |
| Plataforma Humanista (PH)                                         | Plataforma Humanista (PH)                                         | 22.333    | 0,12  | -       | =    |
| Unificación Comunista de España (UCE)                             | Unificación Comunista de España (UCE)                             | 21.482    | 0,11  | -       | =    |
| Unió Mallorquina (UM)                                             | Unió Mallorquina (UM)                                             | 19.066    | 0,10  | -       | =    |
| Partido Coalición Valenciana (PCV)                                | Partido Coalición Valenciana (PCV)                                | 14.749    | 0,08  | -       | =    |
| Partido Regionalista de Cantabria (PRC)                           | Partido Regionalista de Cantabria (PRC)                           | 14.553    | 0,08  | -       | =    |
| Partido Nacionalista de Castilla y León (PANCAL)                  | Partido Nacionalista de Castilla y León (PANCAL)                  | 12.616    | 0,07  | -       | =    |
| Liberación Andaluza (LA)                                          | Liberación Andaluza (LA)                                          | 9.881     | 0,05  | -       | =    |
| Partido Español Demócrata (PED)                                   | Partido Español Demócrata (PED)                                   | 9.146     | 0,05  | -       | =    |
| Unión de Centro Democrático (UCD)                                 | Unión de Centro Democrático (UCD)                                 | N/A       | N/A   | 0       | -2   |

a De ellos, 3 del PSC.

b Incluye UPN y CdG

c Respecto a Coalición Popular en 1986.

d Incluye IC.

eDe ellos, 1 del PCE, 1 del PASOC y 1 del PSUC.

f De ellos, 2 de CDC y 1 de UDC.

g Con el apoyo de MEN, MDT-IPC, PCLN, LCR, MC, UPC, GC, ENA, FI, Choven Chermanías y el SU.

h De EA.

i EE, miembro de la coalición, tenía un eurodiputado nombrado en 1986 en representación del Grupo Mixto nombrado mediante un sorteo entre los once diputados de este.

j Respecto al PNV en 1986.

k Incluye a Los Verdes Alternativos, Alternativa Verda - Moviment Ecologista de Catalunya y el Partido Ecologista de Euskadi.

## Eurodiputados electos
Relación de diputados al Parlamento Europeo proclamados electos:
| N.º | Nombre                                 | Lista | Lista      |
| --- | -------------------------------------- | ----- | ---------- |
| 1   | Fernando Morán López                   |       | PSOE       |
| 2   | Manuel Fraga Iribarne                  |       | AP         |
| 3   | Enrique Barón Crespo                   |       | PSOE       |
| 4   | Manuel Medina Onega                    |       | PSOE       |
| 5   | Fernando Suárez González               |       | AP         |
| 6   | Eduardo Punset i Casals                |       | CDS        |
| 7   | Josep Verde i Aldea                    |       | PSOE       |
| 8   | Luis Guillermo Perinat Elio            |       | AP         |
| 9   | Luis Planas Puchades                   |       | PSOE       |
| 10  | Juan Colino Salamanca                  |       | PSOE       |
| 11  | Miguel Arias Cañete                    |       | AP         |
| 12  | Ana Miranda de Lage                    |       | PSOE       |
| 13  | Fernando Pérez Royo                    |       | IU         |
| 14  | Raúl Morodo Leoncio                    |       | CDS        |
| 15  | Pío Cabanillas Gallas                  |       | AP         |
| 16  | Josep Pons Grau                        |       | PSOE       |
| 17  | Carles Alfred Gasòliba y Böhm          |       | CiU        |
| 18  | Francisco Oliva Garcia                 |       | PSOE       |
| 19  | Antonio Navarro Velasco                |       | AP         |
| 20  | Joan Colom i Naval                     |       | PSOE       |
| 21  | Ludivina García Arias                  |       | PSOE       |
| 22  | José María Álvarez de Eulate Peñaranda |       | AP         |
| 23  | Rafael Calvo Onega                     |       | CDS        |
| 24  | José Luis García Raya                  |       | PSOE       |
| 25  | Domènec Romera Alcázar                 |       | AP         |
| 26  | José Álvarez de Paz                    |       | PSOE       |
| 27  | José Vázquez Fouz                      |       | PSOE       |
| 28  | José María Lafuente López              |       | AP         |
| 29  | Antoni Gutiérrez Díaz                  |       | IU         |
| 30  | Julián Grimaldos Grimaldos             |       | PSOE       |
| 31  | Federico Mayor Zaragoza                |       | CDS        |
| 32  | Carlos Robles Piquer                   |       | AP         |
| 33  | Bárbara Dührkop Dührkop                |       | PSOE       |
| 34  | Enrique Sapena Granell                 |       | PSOE       |
| 35  | Arturo Juan Escuder Croft              |       | AP         |
| 36  | Concepción Ferrer Casals               |       | CiU        |
| 37  | Mateo Sierra Bardají                   |       | PSOE       |
| 38  | Xavier Rubert de Ventós                |       | PSOE       |
| 39  | Pedro Argüelles Salaverría             |       | AP         |
| 40  | Carmen Díez de Rivera Icaza            |       | CDS        |
| 41  | Esteban Caamaño Bernal                 |       | PSOE       |
| 42  | José Luis Valverde López               |       | AP         |
| 43  | José María Montero Zabala              |       | HB         |
| 44  | Carlos Bru Purón                       |       | PSOE       |
| 45  | Jesús Cabezón Alonso                   |       | PSOE       |
| 46  | Ramón Díaz del Río Jaúdenes            |       | AP         |
| 47  | Alonso Puerta Gutiérrez                |       | IU         |
| 48  | José Emilio Cervera Cardona            |       | CDS        |
| 49  | Eusebio Cano Pinto                     |       | PSOE       |
| 50  | Carlos Garaikoetxea Urriza             |       | EA-ERC-PNG |
| 51  | Salvador Garriga Polledo               |       | AP         |
| 52  | Juan de Dios Ramírez Heredia           |       | PSOE       |
| 53  | Víctor Manuel Arbeloa Muru             |       | PSOE       |
| 54  | Carmen Llorca Villaplana               |       | AP         |
| 55  | Javier Sanz Fernández                  |       | PSOE       |
| 56  | Joaquim Muns Albuixech                 |       | CiU        |
| 57  | José Coderch Planas                    |       | CDS        |
| 58  | Manuel García Amigo                    |       | AP         |
| 59  | José Miguel Bueno Vicente              |       | PSOE       |
| 60  | José Cabrera Bazán                     |       | PSOE       |